# Irene di Spilimbergo

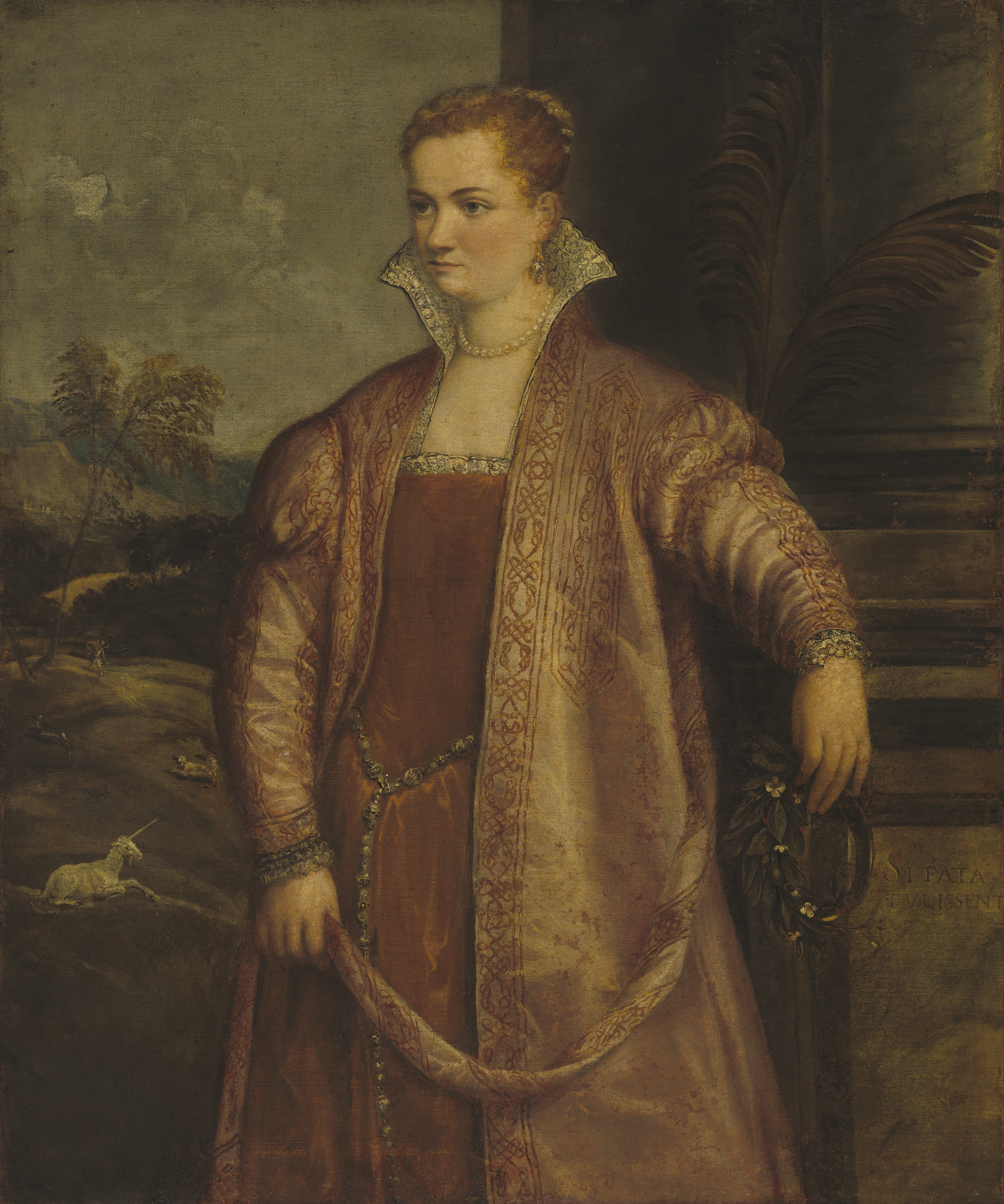
Irene di Spilimbergo, door Titiaan

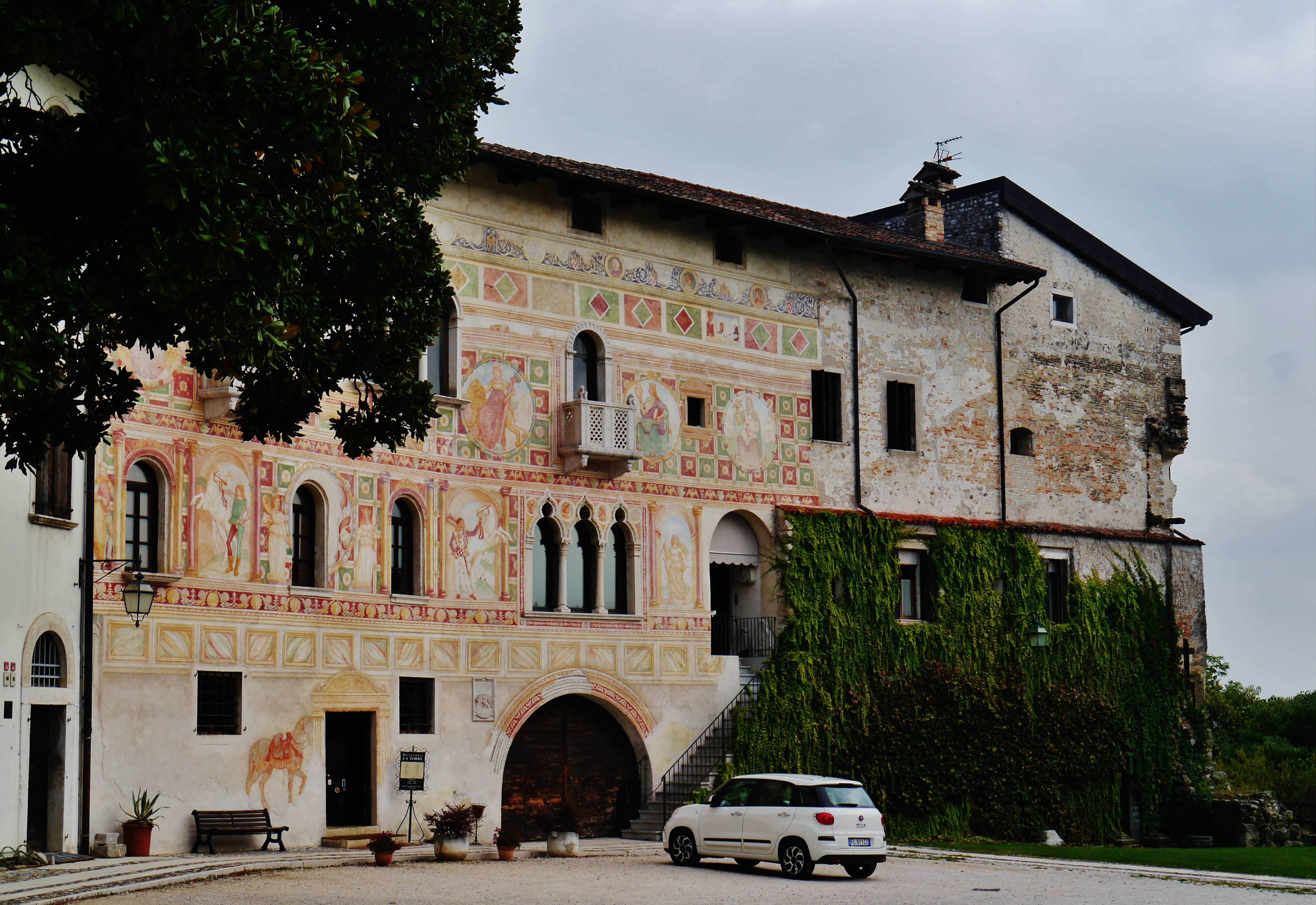
Kasteel van Spilimbergo

Irene di Spilimbergo (Spilimbergo, 17 oktober 1538 – Venetië, 17 december 1559) was een edeldame in de republiek Venetië die bekendheid verwierf als kunstschilder.

## Levensloop
Irene werd geboren op het kasteel van Spilimbergo. Haar moeder was Giulia Da Ponte, een edeldame uit de stad Venetië en haar vader was graaf Adriano di Spilimbergo. Het kasteel van Spilimbergo, in Friulië gelegen, was het slot waar ze als jong kind opgroeide. 
Door het vroegtijdig overlijden van haar vader en het tweede huwelijk van haar moeder, was het haar grootmoeder Da Ponte die Irene bij haar opvoedde in Venetië. Zowel Irene als haar zus Emilia maakten kennis met de aristocratische vriendenkring van de familie Da Ponte. Haar grootmoeder stimuleerde de beide zussen in literatuurstudie en schilderkunst. Het was Irene die zich het best hierin ontpopte. Irene kopieerde de stijl van Tiziano Vecelli, ook bekend als Titiaan, die een huisvriend was van de familie Da Ponte. Titiaan had de portretten geschilderd van Irenes grootvader aan moeders zijde en van haar moeder. Titiaan stemde ermee in dat Irene thema's en stijl van hem kopieerde. Irene zou twee jaar in zijn atelier gewerkt hebben, met het statuut van leerling-kunstschilder.

## Na haar dood
Haar plots overlijden – Irene was 21 jaar – leidde ertoe dat er al in de 16e eeuw biografieën en gedichten werden geschreven. Zo verscheen er een Latijnse dichtbundel ter ere van haar in het jaar 1561 geschreven door verschillende Venetianen. Dit was ook zo in de 19e eeuw in de werken van Pietro Giordani en Benedetto Croce. Croce was onder de indruk van haar levensstijl en noemde haar een fiori di bontà, d’ingegno e leggiadria (bloem van goedheid, vindingrijkheid en gratie).
Een portret van haar zus Emilia wordt toegeschreven aan Irene di Spilimbergo en bevindt zich in de National Gallery of Art in Washington DC. Datzelfde museum bezit een portret van Irene door Titiaan; dit portret werd gedateerd op het einde van haar leven (1559-1560).